# Axel Pehrsson-Bramstorp
Axel Alarik Pehrsson-Bramstorp do 1937 Axel Alarik Pehrsson (ur. 19 sierpnia 1883 w Öja, zm. 19 lutego 1954 w Lilla Isie) – szwedzki polityk, początkowo działacz Liberalnej Partii Koalicyjnej, a od połowy lat dwudziestych Ligi Chłopskiej.
Pełnił mandat deputowanego do Riksdagu (1918–1921, 1929–1949). W latach 1934–1949 zajmował stanowisko przewodniczącego Ligi Chłopskiej. Od 1936 do 1945 był ministrem rolnictwa. Od 19 czerwca do 28 września 1936 sprawował urząd premiera Szwecji.
W 1949 został odznaczony Orderem Królewskim Serafinów.